# Óðarkeptr
Óðarkeptr, eller Óðarkeftr, var en kristen furstelovskald verksam omkring år 1000. I Skáldatal sägs han ha varit hirdskald hos Knut den store, varför han bör ha räknats till högstatusskalderna. Någon Knútsdrápa av hans hand finns dock inte bevarad.
Óðarkeptr omtalas också i samband med Tangbrands missionsresa till Island omkring 997–999. Enligt en marginalnotis i Landnámabók (Þórðarbók) skulle han ha diktat en lovdrapa om islänningen Gudleif Arason, som var Tangbrands hjälppräst och ″en stor dråpsman, oförvägen och hård i allt″. Inte heller någon Guðleifsdrápa finns dock kvar – däremot finns en dróttkvættstrof som på goda grunder kan antas ha tillhört drapan. Strofen citeras i Kristni saga, Ólafs saga Tryggvasonar en mesta och Njáls saga, och berättar om mordet på den hedniske skalden Veturlide Sumarlidesson. I strofen skildras mordet som ett heroiskt dåd, men enligt Þórðarbók blev skalden överfallen av missionärerna då han obeväpnad var på torvgrävning.

## Namnet
Óðarkeptr betyder "diktkäften" och är nog ett tillnamn som skalden har fått för sin lätthet att improvisera vers. Det bör alltså röra sig om ett öknamn av samma slag som det som gavs åt diktaren Halldor skvaldre: "versskvalaren". Namnformen finns dock endast belagd i Skáldatal A (Uppsalabók). I B-versionen står Óttarr keptr, vilket anses vara en felaktig avskrivning eller rättelse. I Þórðarbók förekommer namnvarianten Ljóðarkeptr, vilken har ungefär samma betydelse som Óðarkeptr, men något genitiv ljóðar av ljóð har inte belagts någon annanstans, varför Óðarkeptr antas vara den korrekta formen.

## Skaldens identitet
Biografiska uppgifter om Óðarkeptr saknas. Kanske kom han från Nord- eller Västlandet på Island, men eftersom han var kristen kan han lika gärna ha varit en av norrmännen i Tangbrands följe. Det skulle i så fall kunna vara ett skäl till att så få uppgifter om honom har bevarats på Island. Hans rätta namn är bortglömt och hans öknamn förekommer i olika versioner.